# Gunnhild Tvinnereim
Gunnhild Tvinnereim (Stryn, 1965) is een Noorse zangeres.
In 1995 deed de groep Secret Garden mee aan de Melodi Grand Prix om zo namens Noorwegen naar het Eurovisiesongfestival te gaan. Omdat de groep altijd instrumentaal speelde werd Tvinnereim gevraagd om te zingen. Een grote opdracht was het niet omdat ze maar 24 woorden mocht zingen, de rest van het nummer was instrumentaal.